# 古代北部東亞人
在考古人類學與古遺傳學中，古代北部東亞人（英語：Ancient Northern East Asian），也被稱為北東亞人（Northern East Asian）、東亞北部人群，是生存在亞洲東部，貝加爾湖區域至黃河流域，以至於秦岭—淮河线以北，的古代人類 。一般認為他們在公元前20,000年至26,000年之間，從古代南方東亞人（ASEA）之中分離出來，成為獨立族群。
古代北部東亞人之中，又可以被大致區分出三個次族群，分別為古代東北亞人（Ancient Northeast Asian，ANA），新西伯利亞人（Neo-Siberians）與黃河農耕民（Yellow River farmers）。古代北部東亞人的血統，與古代東北亞人（ANA）有著明顯不同，使得生活在阿爾泰山以東，貝加爾湖區域，以至於太平洋岸的古代東北亞人形成一個次群體。他們與突厥語族，蒙古語族以及通古斯語的族群相關。
在北亞，一支早期分支的古代北部東亞人與古代北歐亞人結合，形成了古代古西伯利亞人 (APS)這個分支。在東亞，古代北部東亞人的一個分支，形成黃河農耕民（Yellow River farmers）。這支族群與漢藏語系的形成與擴張有關。
新西伯利亞人，也被稱為內陸東亞人（inland Northeast Asians），包括了育民鄉採集狩獵民（Yumin hunter-gatherers）與泛貝加爾湖地區祖源（Transbaikal_EMN ancestry），是古代北部東亞人在距今14,000年前往內陸擴展形成的群體。他們的基因與古代東北亞人有明顯不同，在新石器時代至銅器時代的巴爾幹地區，這邊的居民主要屬於這個群體的後代。原始乌拉尔语的出現可能與這個群體有關，他們與古代古西伯利亞人結合之後，創造了Glazkov culture，早期的叶尼塞语系也與他們相關。

## 藏族
現今居住在西藏高原的藏族，其先祖主要來自於古代北部東亞人，特別是黃河農耕民這個分支。但在他們基因之中，有一個顯著的特徵，學者認為來自於在舊石器時代居住在西藏高原的舊有族群，被認為是一支消失民族。